# حجاج الباي
حجاج الباي هو شاعر مصري من صعيد مصر. ولد أحمد محمد الباي بمدينة إدفو بأسوان في جنوب مصر عام 1935، وحصل على دبلوم المدارس الثانوية الزراعية، ثمّ عمل في مديرية الزراعة بأسوان. بدأ حجاج الباي كتابة الشعر بالعربية الفصحى منذ عام 1952، وكانت أشعاره تُنشر في العديد من الصحف والمجلات المصرية آنذاك إلا أنه اتّجه منذ عام 1958 إلى كتابة الزجل، وشعر العاميّة الذي برز فيه في ذلك الوقت شعراء كبار مثل صلاح جاهين، وفؤاد حداد. اشتهر حجاج الباي فيما بعد بكتابة الشعر بالعامية المصرية وتميّز فيه، ولكنه لم ينل حظًا كبيرًا من الشهرة مثل شعراء آخرين قدموا من صعيد مصر في ذلك الحين وكتبوا في شعر العامية أيضًا، ومنهم الشاعران الراحلان عبد الرحمن الأبنودي، وعبد الرحيم منصور الذان رافقا حجاج الباي إلى القاهرة وأقاموا فيها، ومعهم شاعر الفصحى الراحل أمل دنقل ليقيموا الأمسيات الشعرية بكبرى الجامعات المصرية، غير أن الباي لم يستطع استكمال مسيرته الشعرية هناك مع رفاقه لما كان على عاتقه من التزامات تجاه عائلته وأولاده، ففضل أن يعود إلى إدفو ويبتعد عن الأضواء، ولكنه استمر في كتابة الشعر، وحضور الفعاليات والمؤتمرات الثقافية لشعراء الأقاليم حتى وفاته في 21 أبريل عام 1991.

## أعماله ومؤلفاته
ألف حجاج الباي العديد من الأوبريتات لفرقة أسوان للفنون الشعبية، كما كتب عددًا من المسرحيات للأطفال للعرض بالحفلات المدرسية بأسوان، ونُشر أوّل دواوينه الشعرية في منتصف ثمانينيات القرن العشرين بعنوان «حكاية عروس البحر»، والذي ضمّ العديد من القصائد، ومنها:
- المغنواتي

كان حجاج الباي ينوي نشر ديوانين آخرين قبل وفاته، الأول بعنوان «الحلم في الممنوع»، والثاني بعنوان «الريح والنخل والغراب»، ولكنه توفّي قبل استكمال مشروعاته الأدبية.

## الجوائز
حظي حجاج الباي بالكثير من التكريم بين الشعراء والأدباء المصريين فقد كرمه الرئيس الراحل محمد أنور السادات ومنحه شهادة الدولة التقديرية في عيد الفن والثقافة الأول في مصر عام 1979، كما حصل على العديد من الجوائز في ميدان الشعر، ومنها على سبيل المثال لا الحصر:
- جائزة الشعر الأولى في مؤتمر الأدباء الشباب بالزقازيق عام 1969.
- جائزة المجلس الأعلى لرعاية الفنون الآداب والعلوم الاجتماعية عام 1970.
- جائزة الثقافة الجماهيرية عام 1972.

## وفاته
توفّي حجاج الباي في الحادي والعشرين من أبريل عام 1991 قبل أن يكمل عامه السادس والخمسين.

## كتابات نقدية
ألف الشاعر الدكتور قرشي عباس دندراوي أستاذ الأدب والنقد في قسم اللغة العربية، والعميد السابق لكلية الآداب بجامعة جنوب الوادي كتابًا بعنوان «حجاج الباي... قراءات في ديوانه حكاية عروسة البحر» أجرى فيه دراسة نقدية للنصوص الشعرية التي تضمنها ديوان حجاج الباي، كما كتب الشاعر والباحث حسام حسني دراسة نقدية عن الشاعر حجاج الباي، وعُرضت خلال الدورة التي حملت اسم الشاعر حجاج الباي من مهرجان شعر العامية الذي أقيم في قصر ثقافة أسوان عام 2018.